# Академическая гребля на летних Олимпийских играх 2012 — четвёрки парные (женщины)
Соревнования среди парных четвёрок по академической гребле среди женщин на летних Олимпийских играх 2012 прошли c 28 июля по 1 августа на гребном канале Дорни. Приняло участие 8 экипажей.
Олимпийскими чемпионками стали украинки.

## Призёры
| Золото                                                                                   | Серебро                                                                | Бронза                                                          |
| Украина · Яна Дементьева · Наталия Довгодько · Анастасия Коженкова · Екатерина Тарасенко | Германия · Карина Бер · Бритта Оппельт · Юлия Рихтер · Аннекатрин Тиле | США · Натали Делл · Меган Калмо · Кара Колер · Эдриенн Мартелли |

## Соревнование

### Предварительный этап
Победители заездов напрямую проходят в финал соревнований. Все остальные попадают в утешительный заезд, где будут разыграны ещё четыре места в финале A.

#### Заезд 1
| Место | Спортсмены                                                                     | Время   |
| ----- | ------------------------------------------------------------------------------ | ------- |
| 1     | Германия · Аннекатрин Тиле · Карина Бер · Юлия Рихтер · Бритта Оппельт         | 6:13,62 |
| 2     | США · Натали Делл · Кара Колер · Меган Калмо · Эдриенн Мартелли                | 6:15,76 |
| 3     | Польша · Камила Соцко · Йоанна Лещинская · Сильвия Левандовска · Наталия Мадай | 6:21,44 |
| 4     | Китай · Тан Бинь · Тянь Лян · Цзинь Цзывэй · Чжан Янъян                        | 6:24,32 |

#### Заезд 2
| Место | Спортсмены                                                                               | Время   |
| ----- | ---------------------------------------------------------------------------------------- | ------- |
| 1     | Украина · Екатерина Тарасенко · Наталия Довгодько · Анастасия Коженкова · Яна Дементьева | 6:14,82 |
| 2     | Австралия · Дана Фалетич · Керри Хор · Паулин Фраска · Эми Клэй                          | 6:17,52 |
| 3     | Новая Зеландия · Сара Грей · Луиз Траппитт · Фиона Бурк · Ив Макфарлейн                  | 6:20,22 |
| 4     | Великобритания · Мелани Уилсон · Дебби Флад · Фрэнсис Хотон · Бет Родфорд                | 6:20,71 |

### Утешительный заезд
Четыре лучших экипажа выходят в финал A.
| Место | Спортсмены                                                                     | Время   |
| ----- | ------------------------------------------------------------------------------ | ------- |
| 1     | Австралия · Дана Фалетич · Керри Хор · Паулин Фраска · Эми Клэй                | 6:18,80 |
| 2     | США · Натали Делл · Кара Колер · Меган Калмо · Эдриенн Мартелли                | 6:19,49 |
| 3     | Великобритания · Мелани Уилсон · Дебби Флад · Фрэнсис Хотон · Бет Родфорд      | 6:21,65 |
| 4     | Китай · Тан Бинь · Тянь Лян · Цзинь Цзывэй · Чжан Янъян                        | 6:21,98 |
| 5     | Польша · Камила Соцко · Йоанна Лещинская · Сильвия Левандовска · Наталия Мадай | 6:23,19 |
| 6     | Новая Зеландия · Сара Грей · Луиз Траппитт · Фиона Бурк · Ив Макфарлейн        | 6:48,71 |

### Финалы

#### Финал B
| Место | Спортсмены                                                                     | Время   |
| ----- | ------------------------------------------------------------------------------ | ------- |
| 1     | Новая Зеландия · Сара Грей · Луиз Траппитт · Фиона Бурк · Ив Макфарлейн        | 6:56,46 |
| 2     | Польша · Камила Соцко · Йоанна Лещинская · Сильвия Левандовска · Наталия Мадай | 6:57,20 |

#### Финал A
| Место | Спортсмены                                                                               | Время   |
| ----- | ---------------------------------------------------------------------------------------- | ------- |
| 1     | Украина · Екатерина Тарасенко · Наталия Довгодько · Анастасия Коженкова · Яна Дементьева | 6:35,93 |
| 2     | Германия · Аннекатрин Тиле · Карина Бер · Юлия Рихтер · Бритта Оппельт                   | 6:38,09 |
| 3     | США · Натали Делл · Кара Колер · Меган Калмо · Эдриенн Мартелли                          | 6:40,63 |
| 4     | Австралия · Дана Фалетич · Керри Хор · Паулин Фраска · Эми Клэй                          | 6:41,67 |
| 5     | Китай · Тан Бинь · Тянь Лян · Цзинь Цзывэй · Чжан Янъян                                  | 6:44,19 |
| 6     | Великобритания · Мелани Уилсон · Дебби Флад · Фрэнсис Хотон · Бет Родфорд                | 6:51,54 |